# Tokyo Electron
Tokyo Electron Limited est une entreprise japonaise spécialisée dans la fourniture d'équipements de production de semi-conducteurs. Elle fait partie de l'indice TOPIX 100.

## Histoire
En septembre 2013, Applied Materials et Tokyo Electron annoncent la fusion de leurs activités, « respectivement numéro un et numéro trois du marché des équipements pour les fabricants de microprocesseurs et autres puces électroniques. » Le groupe ainsi créé aura une capitalisation boursière de 29 milliards de dollars. Le projet de fusion échoue à la suite du désaccord de l'autorité de la concurrence américaine.